# Terrible’s Hotel and Casino
Terrible’s Hotel and Casino – hotel i kasyno w Paradise, w amerykańskim stanie Nevada. Znajduje się w odległości 1,6 kilometra od Las Vegas Strip oraz 3,2 kilometrów od lotniska McCarran International Airport.
W skład Terrible’s wchodzi hotel z 370 pokojami oraz kasyno o powierzchni 3.300 m².

## Historia
W przeszłości, w miejscu Terrible’s funkcjonował Continental Hotel, który jednak został zamknięty w 1999 roku. Budynek poddano gruntownym renowacjom i przebudowom, a następnie, 6 grudnia 2000 roku, otwarto ponownie jako Terrible’s Hotel and Casino.